# Bảo tàng thiết bị quân sự ở Mrągowo
Bảo tàng thiết bị quân sự ở Mrągowo là một bảo tàng tư nhân có trụ sở tại Mrągowo, tỉnh Warmińsko-Mazurskie, phía Đông Bắc của Ba Lan. Bộ sưu tập của bảo tàng bao gồm các phương tiện quân sự và dân sự, và chủ sở hữu của bộ sưu tập là Sławomir Trzeciakiewicz. Một số xe phục vụ tại Trung tâm đào tạo chuyên gia truyền thông có trụ sở tại số 9 ở Mragowo.

## Lịch sử và triển lãm
Bảo tàng Thiết bị quân sự ở Mrągowo là một tổ chức tư nhân, được thành lập vào năm 2010 bởi một nhà sưu tập địa phương, Sławomir Trzeciakiewicz.
Bộ sưu tập mà người sáng lập bảo tàng đã thu thập trong nhiều năm, hiện có khoảng 100 xe. Trong đó đáng chú ý như ba xe tăng chính được Quân đội Ba Lan sử dụng kể từ Thế chiến II cho đến ngày nay: T-34, T-55 và T-72, xe bảo đảm kỹ thuật WZT-2, vận tải MTLB với trạm gây nhiễu vô tuyến R-330P, Băng chuyền nổi PTS-M, xe kéo pháo ATS và xe ủi tốc độ cao BAT.
Các triển lãm lâu đời nhất là hai xe tải GMC CCKW và Dodge WC-51, được sản xuất trong Thế chiến II. Có một bộ sưu tập lớn các phương tiện chỉ huy và đài phát thanh, liên quan đến truyền thống của đơn vị quân đội địa phương, không tồn tại - Trung tâm Huấn luyện Chuyên gia Truyền thông 9.
Bảo tàng Mrągowo là tổ chức duy nhất giới thiệu một bộ sưu tập xe quân sự lớn như vậy ở phía đông bắc Ba Lan. Triển lãm được đặt trong các lều, vì vậy thời tiết xấu không bận tâm đến thăm cơ sở. Bảo tàng Thiết bị Quân sự là một bảo tàng sống - các phương tiện có thể được nhìn gần, những người được chọn có thể được vào, những chuyến đi với những chiếc xe được theo dõi và có bánh xe thường xuyên được tổ chức.

## Thư viện ảnh

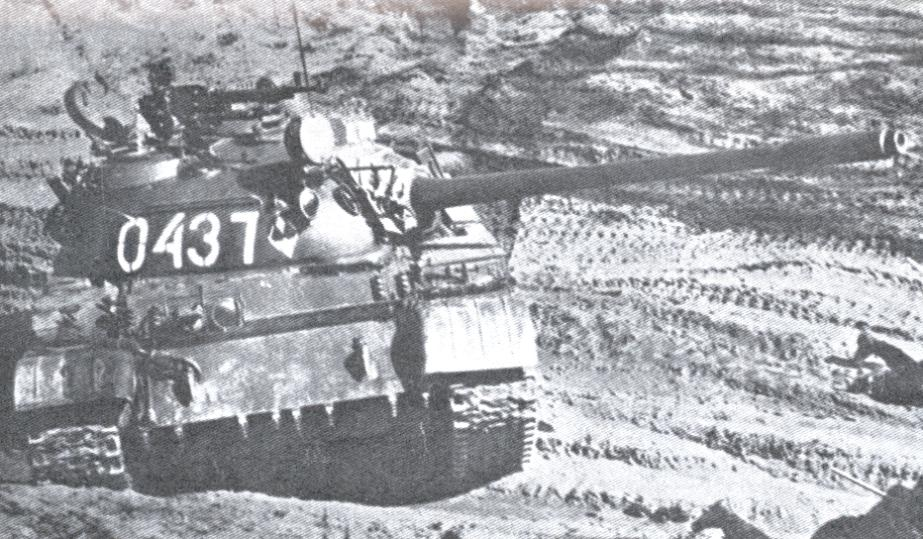
Xe tăng T-55
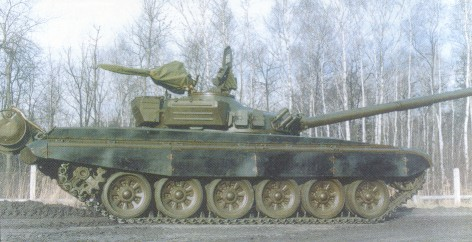
Xe tăng T-72
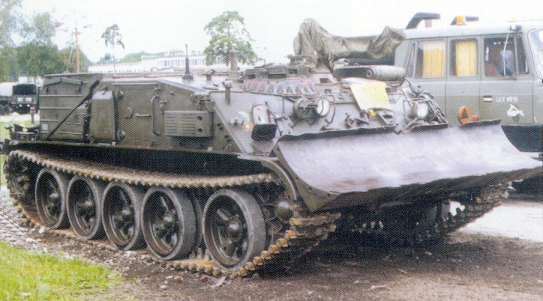
Xe kỹ thuật WZT-2
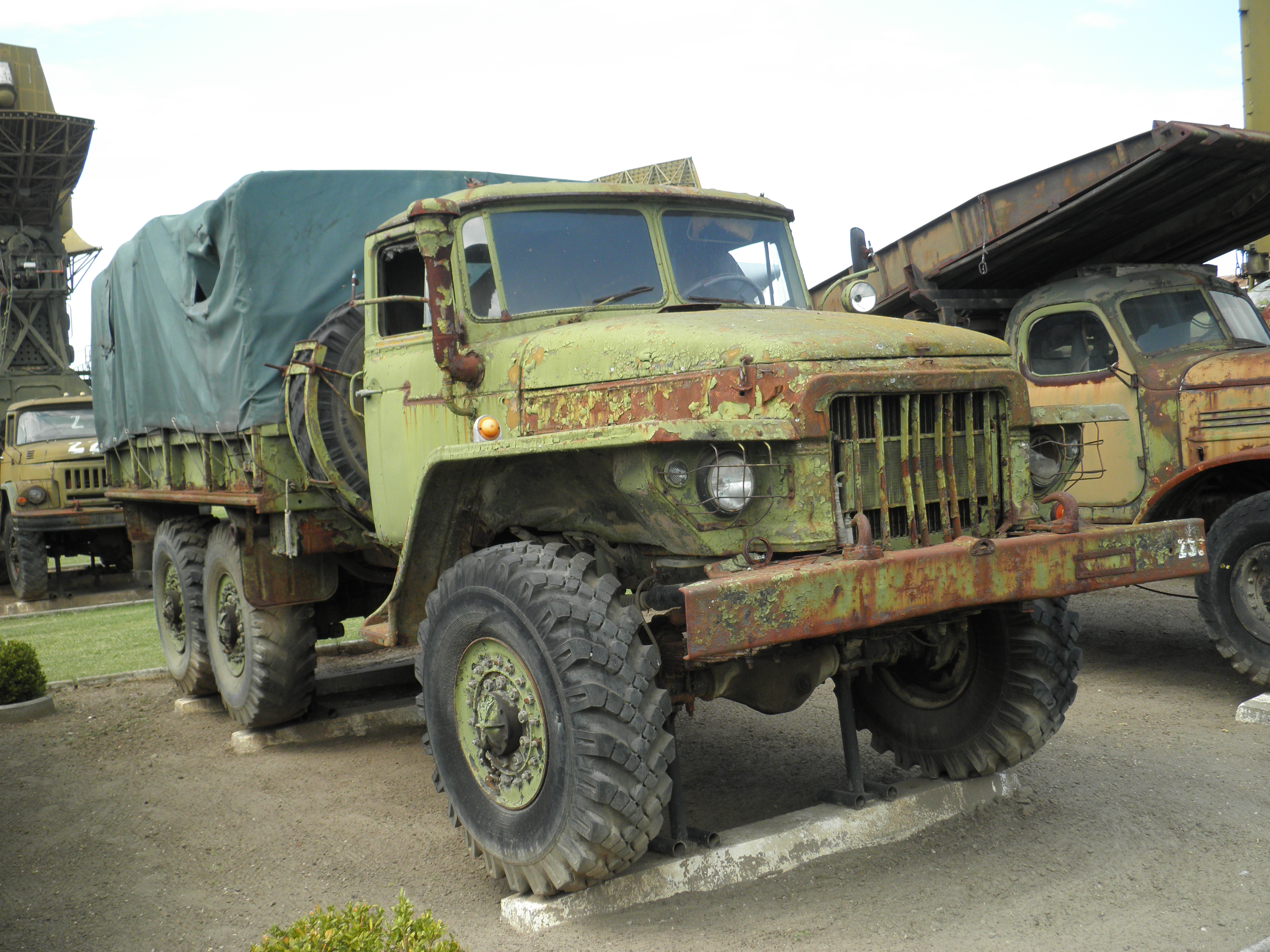
Ural-375D
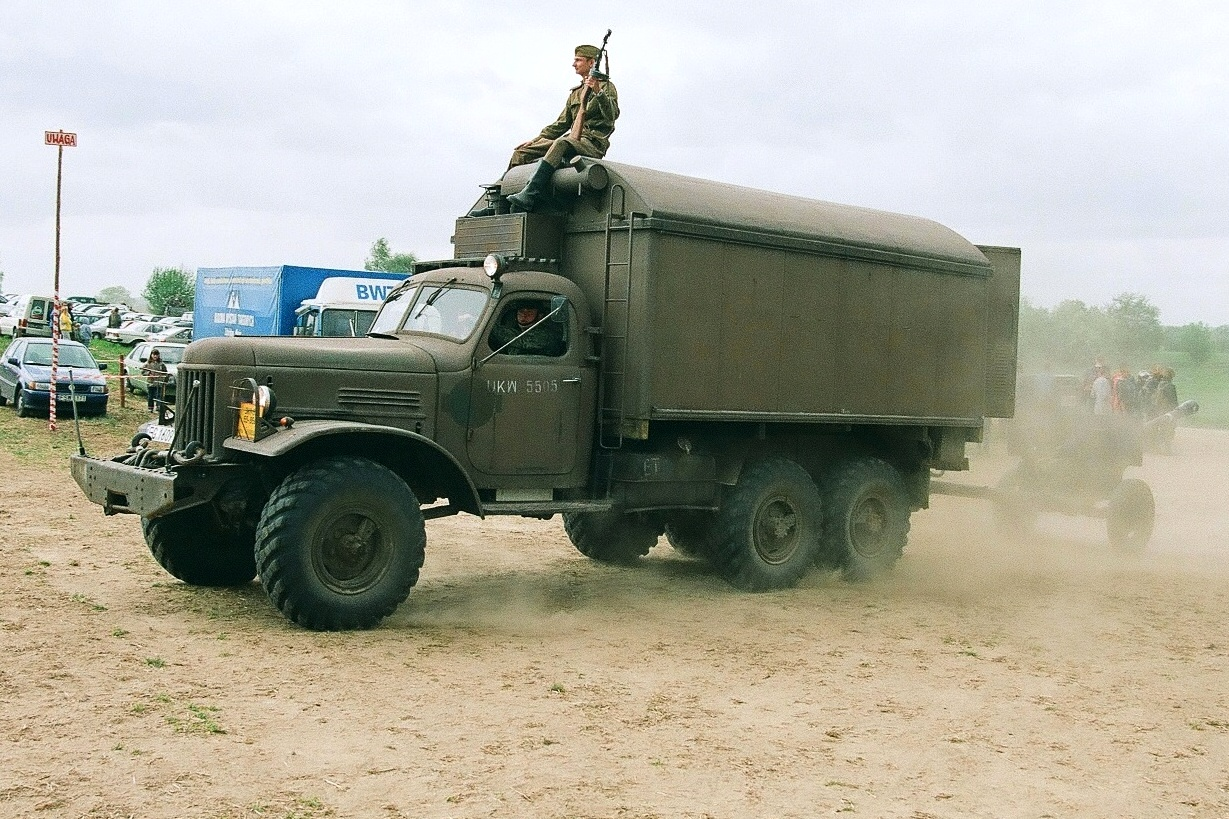
ZiŁ-157
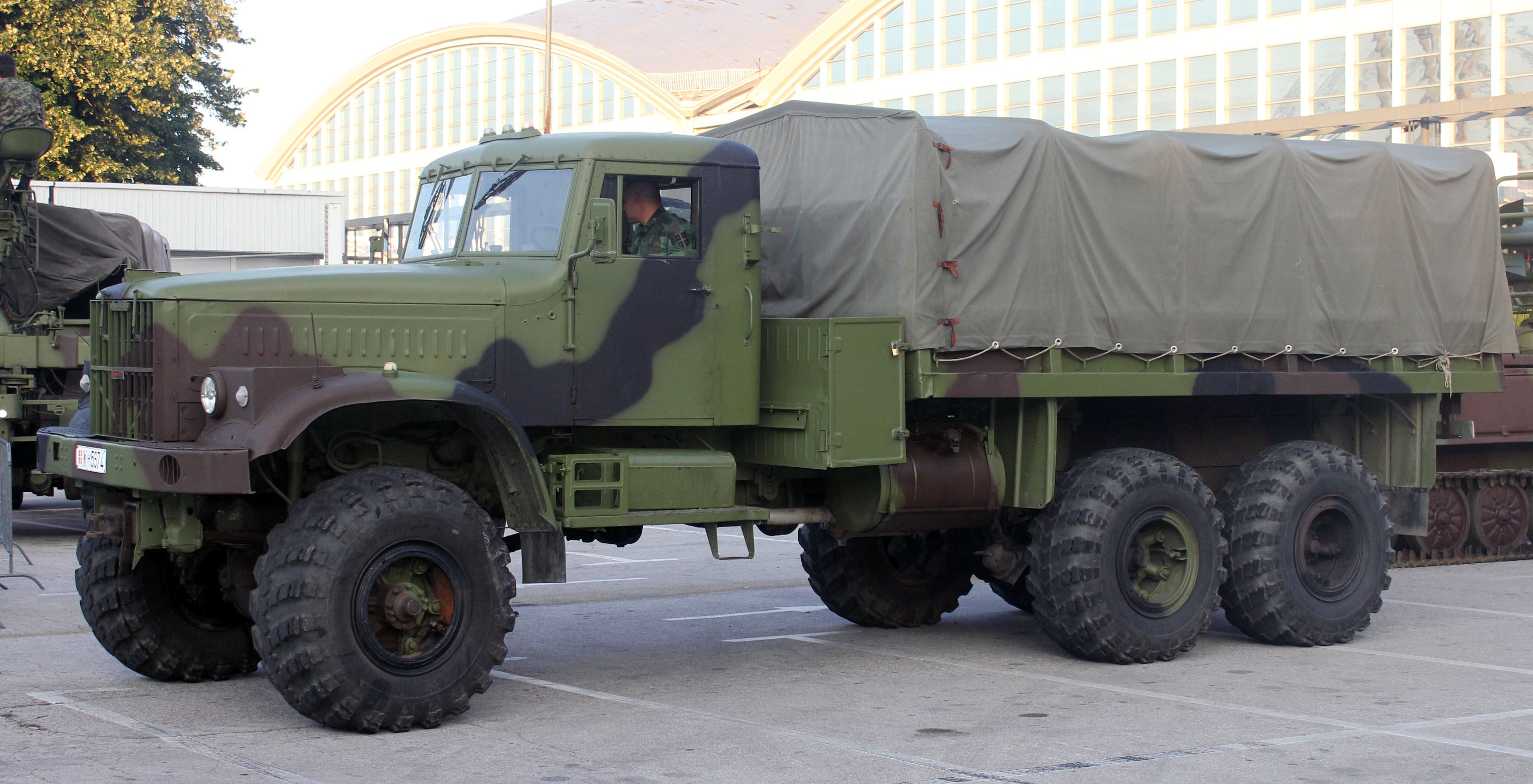
KrAZ-255B